# Stadionul Gradski vrt
Gradski vrt (română Grădina orașului) este un stadion multifuncțional din orașul croat Osijek. Acesta găzduiește două echipe croate de fotbal: NK Osijek și Fortuna VNO Osijek.
Stadionul are o capacitate de 18.856 de locuri (17.876 pe scaune și 980 în picioare), dintre care 120 sunt locuri pentru VIP-uri.

## Istoria
Construcția a început în 1949, dar lucrările au fost oprite de mai multe ori. Primul meci jucat pe acest stadion de Gradski Vrt a fost cel dintre NK Osijek și FK Sloboda Tuzla din 7 septembrie 1958. În 1980, stadionul a fost oficial deschis.
Recordul de spectatori a fost stabilit în 1982, când 40000 de oameni au urmărit din tribune meciul de fotbal dintre NK Osijek și Dinamo Zagreb. Meciul s-a încheiat cu scorul de 1-2.
În 1998 au fost instalate nocturna și au fost montate scaunele. În 2005, stadionul a fost renovat, însă modificările au avut mai mult un rol cosmetic. Sub tribuna de vest au fost construite camere pentru VIP iar peluza a fost mutată, adăugându-se încă 1.000 de locuri. Pista de atletism a fost reconstruită și revopsit din roșu în albastru. După această renovare, stadionul a îndeplinit criteriile pentru participarea în competițiile organizate de UEFA. În același an, stadionul a fost o parte din candidatura comună a Croației și Ungariei pentru Campionatul European de Fotbal din 2012.
În 2010, stadionul a fost din nou renovat: a fost schimbat terenul, au fost vopsite gardurile, iar scaunele au fost numerotate. Această renovare a fost făcută cu ocazia amicalului dintre Croația și Țara Galilor, care a avut loc pe 23 mai în acel an.
În luna mai a anului 2016, stadionul a găzduit finala Cupei Croației dintre Dinamo Zagreb și Slaven Belupo, încheiată cu scorul de 2-1.

## În viitor
În aprilie 2018, președintele lui NK Osijek, Ivan Meštrović, a anunțat proiectul unui nou stadion. Acesta va fi construit în cartierul Pampas din Osijek ca parte a centrului de antrenament al NK Osijek. Capacitatea noului stadion va fi de 12.000 de locuri, toate acoperite. Stadionul va respecta cerințele impuse de UEFA pentru includerea în categoria a patra și ar trebui să fie finalizat în 2020. În timpul construcției stadionului, NK Osijek va juca meciurile de acasă pe acest stadion, Gradski vrt, care în viitor va fi folosit ca de echipa secundă a lui NK Osijek.